# 水海道駅
水海道駅（みつかいどうえき）は、茨城県常総市水海道宝町にある関東鉄道常総線の駅。

## 概要
当駅は常総市の代表駅であり、中心市街地や、安楽寺（元三大師）、弘経寺、一言主神社、大生郷天満宮、あすなろの里、二水会館等、市内の主な観光名所は当駅が最寄り駅である。

## 歴史
- 1913年（大正2年）11月1日：常総鉄道開業と同時に設置[1]。
- 1945年（昭和20年）3月30日：筑波鉄道（初代）との合併により、常総筑波鉄道の駅となる[1]。
- 1965年（昭和40年）6月1日：鹿島参宮鉄道との合併により、関東鉄道の駅となる[1]。
- 1973年（昭和48年）：駅舎新築。
- 1984年（昭和59年）11月15日：新守谷駅から当駅までが複線化され、取手駅からの複線化が完成[1]。
- 1992年（平成4年）：水海道機関区廃止、小絹 - 当駅間に新設された水海道車両基地へ移転[1]。
- 2009年（平成21年）3月14日：ICカードPASMO供用開始[8][1]。
- 2015年（平成27年）9月10日：関東・東北豪雨による鬼怒川の越水決壊で路盤・駅ロータリーが浸水[9]。
- 2023年（令和5年）9月1日：水海道駅・三妻駅にてシェアサイクル「関鉄Pedal」を営業開始

## 駅構造
単式・島式複合の2面3線のホームを持つ地上駅である。跨線橋はなく、下館方に構内踏切がある。旧常総鉄道の本社が創立以来53年間置かれていた。有人駅であるが、早朝・夜間は出札窓口の営業を行わない。

### のりば
| 番線 | 路線    | 方向       | 行先                          | 備考 |
| ---- | ------- | ---------- | ----------------------------- | ---- |
| 1    | ■常総線 | 上り・下り | 下妻・下館方面 守谷・取手方面 |      |
| 2    | ■常総線 | 上り・下り | 下妻・下館方面 守谷・取手方面 |      |
| 3    | ■常総線 | 上り・下り | 下妻・下館方面 守谷・取手方面 |      |

- 以前は方面別ホームであったが、2005年（平成17年）8月24日のダイヤ改正から単行（1両）ワンマン列車が守谷まで乗り入れたことで複雑になった。
- 改札口正面にはマグネットの手動発車標（種別、行先、発車番線）が設置されていた。
- かつて駅舎内に売店とそば・うどん店があったが、閉鎖された。跡地には自動販売機が設置されている。

## 当駅における輸送上の特徴
当駅は常総線における運行上の拠点駅であり、当駅を境に取手方は複線、下館方は単線となり、当駅より取手方1.8 km先には水海道車両基地を構える。
- 上り（小絹・新守谷・守谷・取手方面）
  - 日中は概ね1時間に3本の普通列車（取手行、一部守谷行）が停車し半数の列車が当駅始発である。一部時間帯には快速列車が停車する[11]。

- 下り（石下・下妻・下館方面）
  - 当駅からは、日中は概ね1時間に2本の普通列車と一部時間帯に快速列車が停車する。夜間には下妻行の区間列車も設定されている[11]。

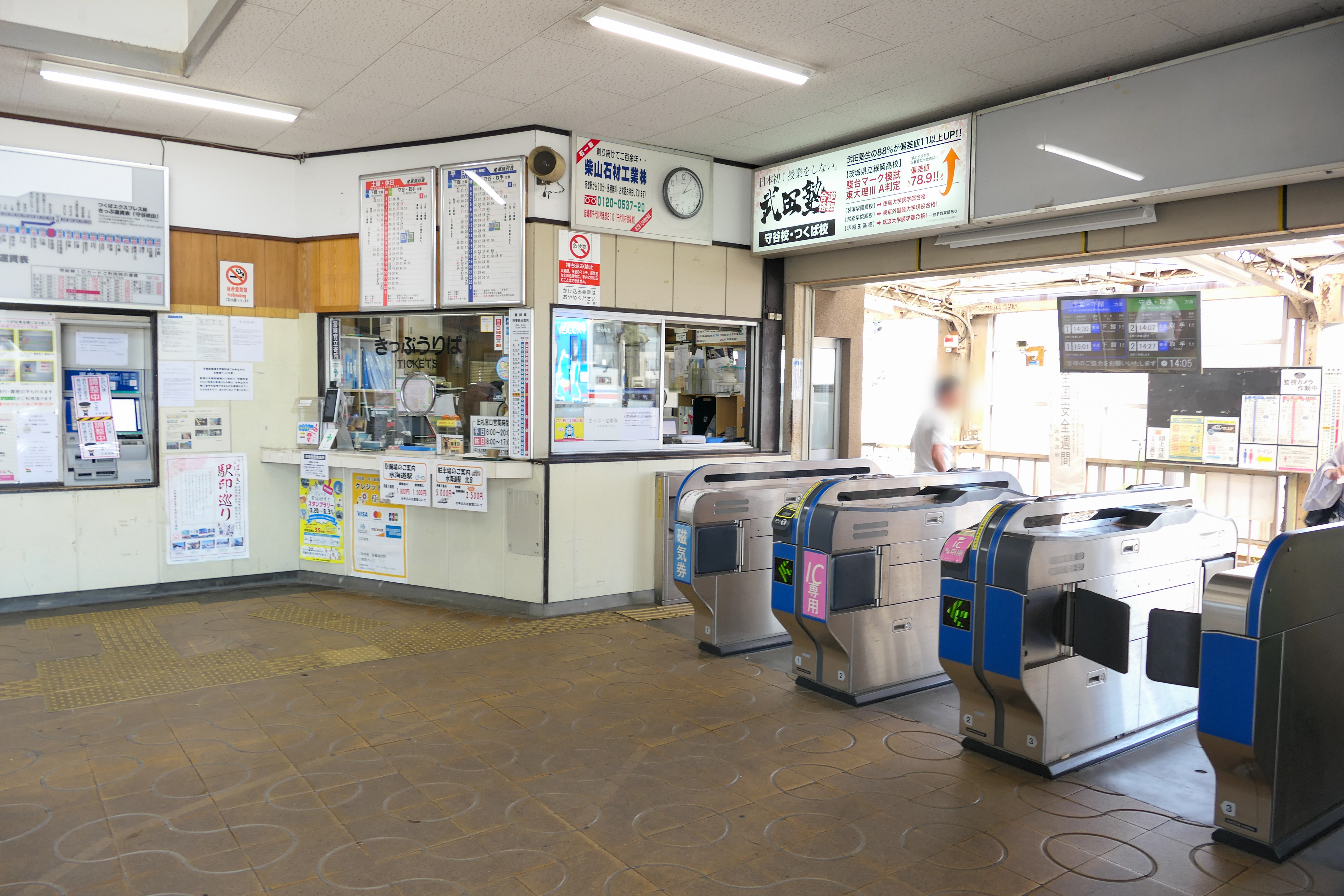
改札口（2023年7月）
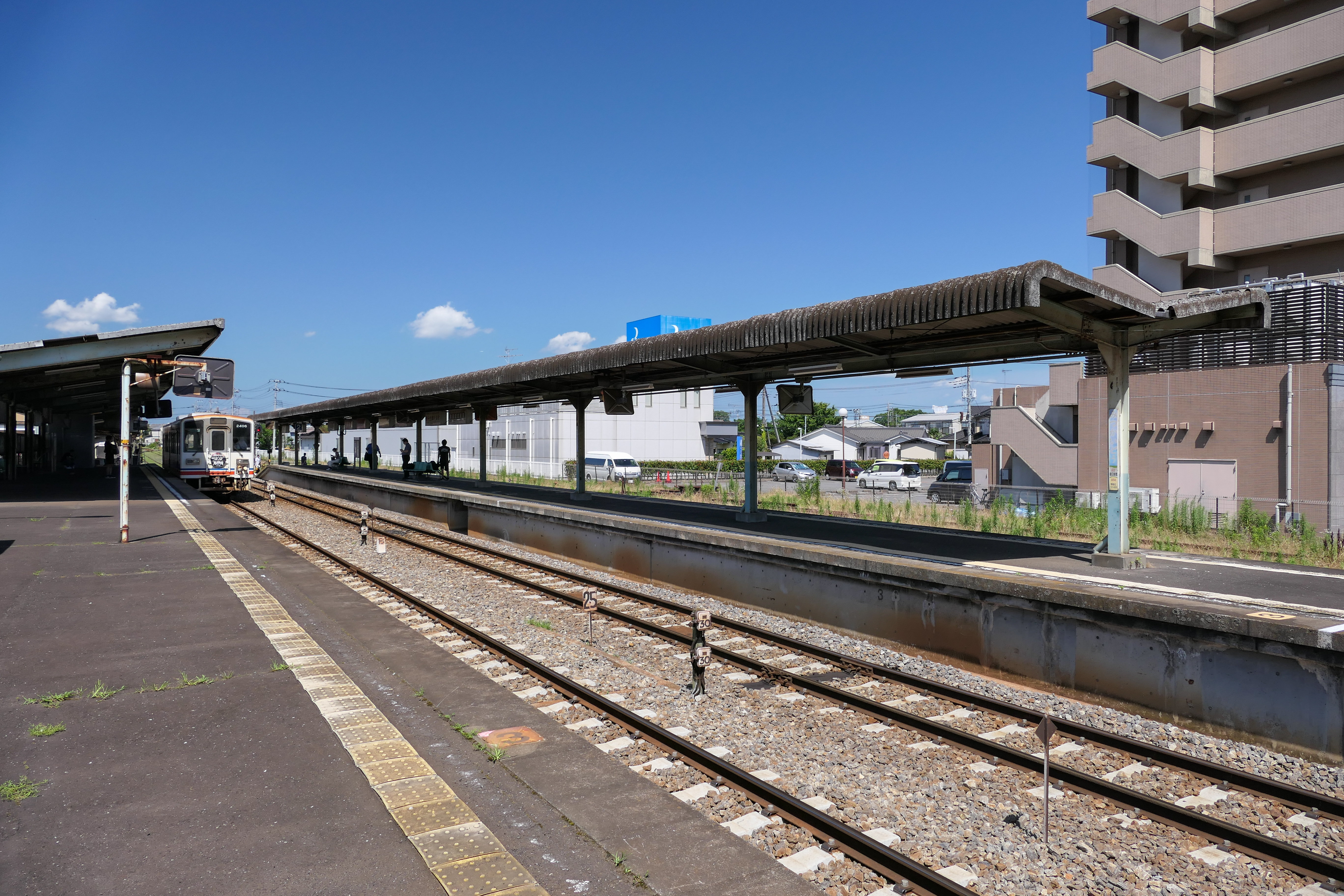
ホーム（2023年7月）
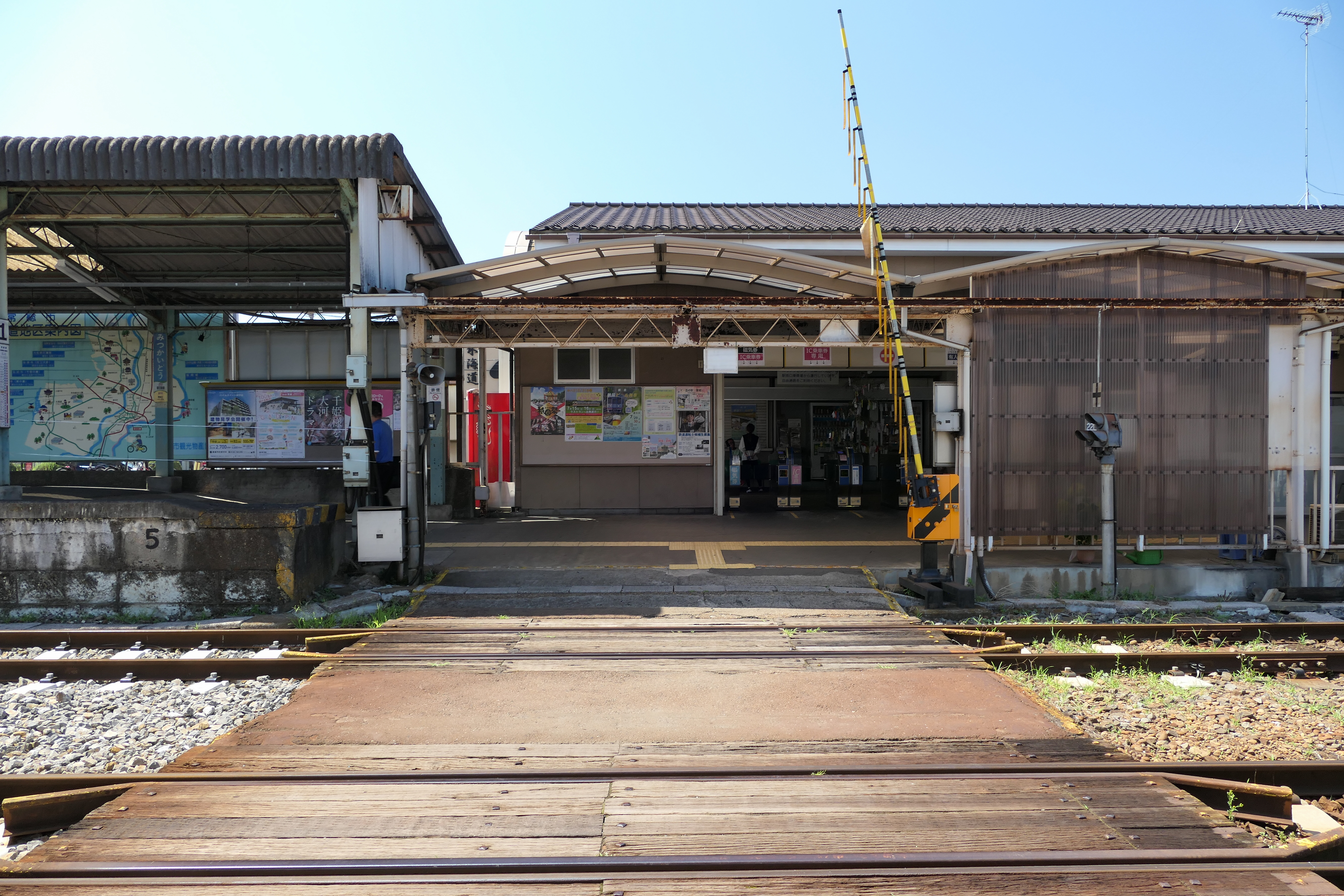
構内踏切（2023年7月）

## 利用状況
2022年度の一日平均乗降人員は2,725人である。
近年の一日平均乗車人員の推移は下記の通り。
| 乗車人員推移 | 乗車人員推移 |          |
| 年度         | 乗車人員     | 乗降人員 |
| ------------ | ------------ | -------- |
| 2005         | 1,399        |          |
| 2006         | 1,398        |          |
| 2007         | 1,475        |          |
| 2008         | 1,494        |          |
| 2009         | 1,407        |          |
| 2010         | 1,345        |          |
| 2011         | 1,306        |          |
| 2012         | 1,382        |          |
| 2013         | 1,451        |          |
| 2014         | 1,462        |          |
| 2015         | 1,451        |          |
| 2016         | 1,500        |          |
| 2017         | 1,479        |          |
| 2018         | 1,485        |          |
| 2019         |              | 2,629    |
| 2020         |              |          |
| 2021         |              |          |
| 2022         |              | 2,725    |

## 駅周辺

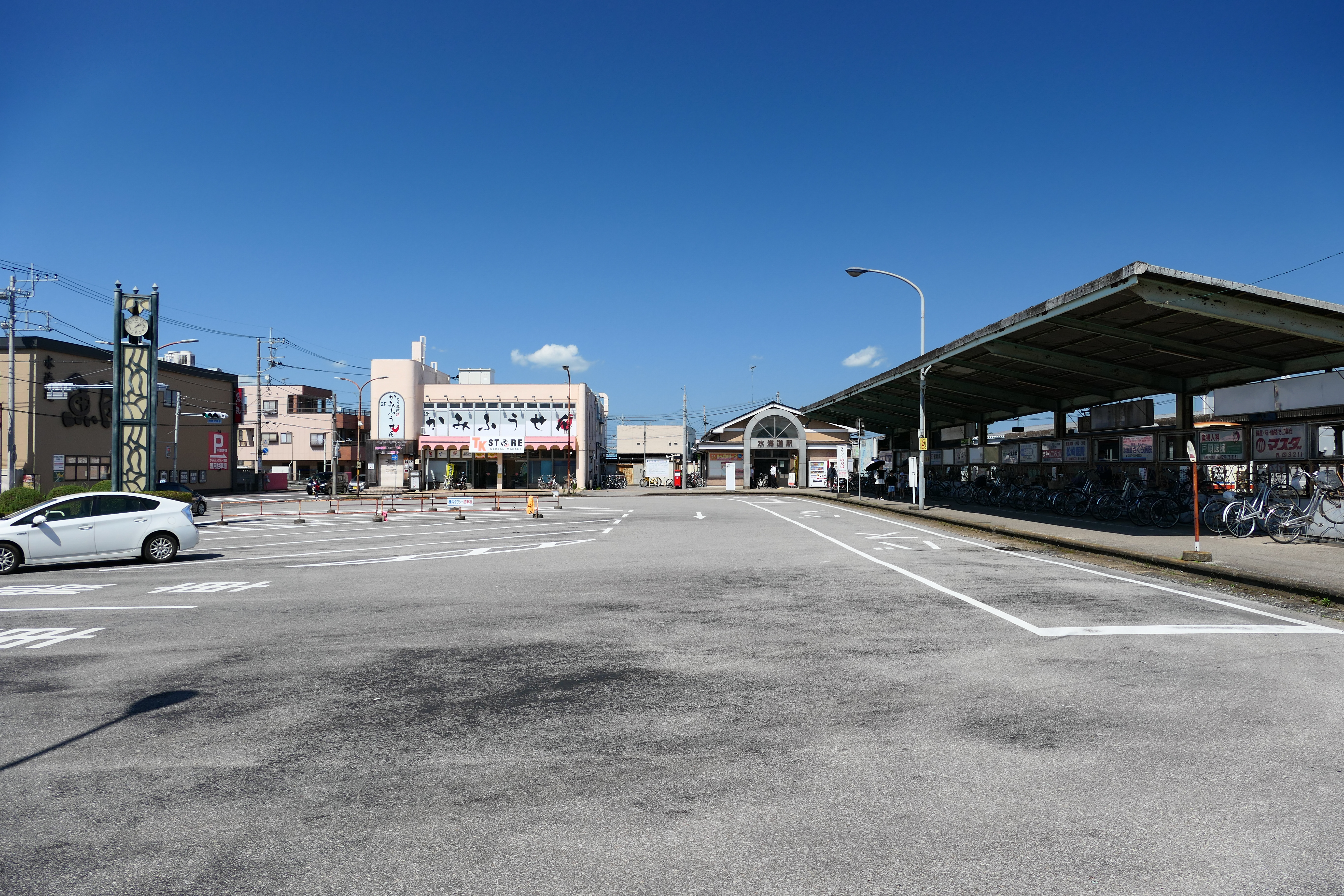
駅前広場

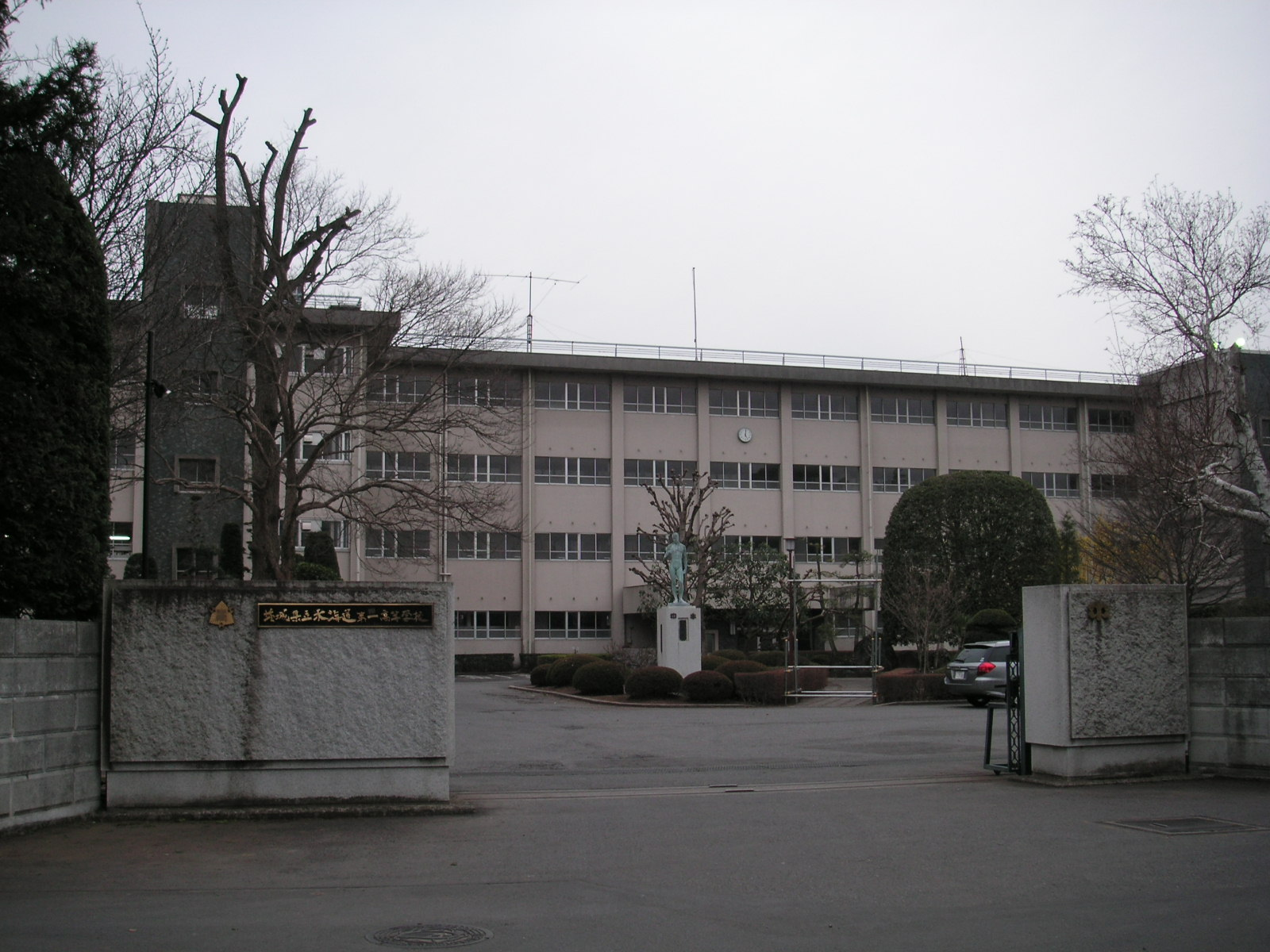
駅西側にある水海道第一高等学校

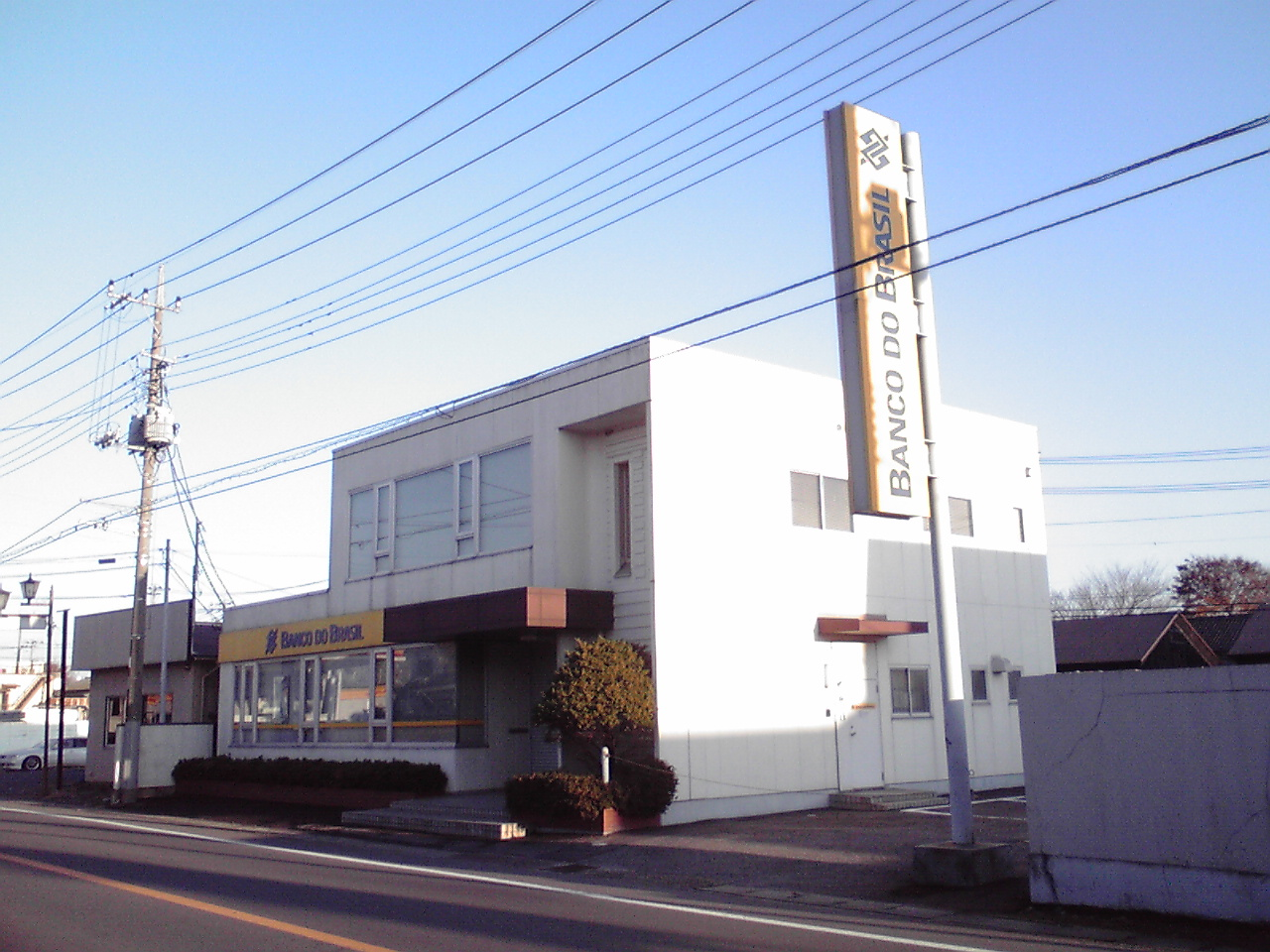
ブラジル銀行茨城出張所（2014年閉鎖）

駅の周辺には水海道市街地が広がる。駅舎側は、北側に常総市役所などの官公署、西側に常総市立図書館や茨城県立水海道第一高等学校・附属中学校などの学校があり、南北自由通路を経由して南側には国道294号沿いを中心に商業施設が並んでいる。
駅舎は駅の北側に設置され、かつて駅の南側に隣接して水海道機関区が設置されていた。駅を南北に跨ぐ自由通路が設置されている。

### 北側方面（駅舎側）
- 駅前広場・バス停留所
- 水海道駅前観光案内所
- 関東鉄道労働組合（常総）
- 関東鉄道生活協同組合
- 水海道労働基準監督署
- 常総市役所
- 常総市立図書館
- 茨城県立水海道第一高等学校・附属中学校
- きぬ医師会病院
- 水海道郵便局
- 水海道諏訪郵便局
- 東日本銀行水海道支店
- 筑波銀行水海道支店
- 常陽銀行水海道支店
- 水海道第一ホテル
- ホテル野村屋
- KASUMI水海道栄町店（みつかいどうプラザ跡地[14][15]）
- 日本基督教団水海道教会

### 南側方面（南北自由通路経由）
- 駅前広場
- ホテルルートイン水海道駅前
- ビジネスホテル水海道
- 中央労働金庫水海道支店
- ファインズ（ショッピングセンター）
  - TAIRAYAファインズ淵頭店

## バス路線
かつては東京都心方面への高速バスや、坂東市、猿島町、土浦市方面への路線も運行されていたが、いずれも廃止された。また、運転免許センターまでを結ぶ急行わかば号が運行されていたが、2019年に休止、2020年に正式に廃止となった。
現在は、廃止された関東鉄道バスの代替として、つくばみらい市コミュニティバス「みらい号」がつくばエクスプレスみどりの駅を経由し、みらい平駅へ向かうのみで、右回りは1日1便、左回りは2便の計3便と、本数は僅少である。2024年より、常総市コミュニティバス「JOY BUS」が乗り入れを開始した。

### 現行路線
- つくばみらい市コミュニティバス「みらい号」 きぬ医師会病院・みらい平駅ルート（関東鉄道守谷営業所）
  - みどりの駅経由みらい平駅行き（右回り）
  - 谷和原庁舎経由みらい平駅行き（左回り）
- 常総市コミュニティバス「JOY BUS」（関東鉄道守谷営業所）
  - 水海道・大花羽ルート
  - 大生・五箇ルート
  - 豊岡・菅生ルート
  - 内守谷・坂手ルート
  - 南部通勤通学ライナー（夕方ルート）

## 隣の駅
関東鉄道
■常総線
■快速
守谷駅 - 水海道駅 - 石下駅
■普通
小絹駅 - 水海道駅 - 北水海道駅

### 記事本文